# ماركوس فينك
ماركوس فينك (بالإسبانية: Marcos Fink)‏ (بالسلوفينية: Marko Fink)‏ هو مغني ومغني أوبرا سلوفيني وأرجنتيني، ولد في 29 نوفمبر 1950 في بوينس آيرس في الأرجنتين.

## وصلات خارجية
- ماركوس فينك على موقع ميوزك برينز (الإنجليزية)
- ماركوس فينك على موقع أول ميوزيك (الإنجليزية)
- ماركوس فينك على موقع ديسكوغز (الإنجليزية)